# Berlin-Spandau
Spandau is een stadsdeel van Berlijn en was tot de vorming van Groot-Berlijn in 1920 een zelfstandige stad. Het stadsdeel Spandau maakt deel uit van het gelijknamige district en is van oudsher bekend om zijn wapenfabriek.

## Geschiedenis
De oorsprong van Spandau is terug te voeren op een Slavische nederzetting die ontstond aan de samenvloeiing van de Havel en de Spree. Officieel is Spandau een stad sinds 1232 al gaat men er wel vanuit dat dit reeds eerder een stad was al kan men niet meer bewijzen wanneer. In 1560 gaf keurvorst Joachim II de opdracht om de bestaande burcht te vervangen door een citadel. In 1594 werd het bouwwerk, dat tegenwoordig in Haselhorst ligt, voltooid. In 1806 belegerden de Fransen Spandau en veroverden de citadel. Pas in 1813 werden ze bevrijd van het Franse juk. In 1846 kreeg Spandau zijn eerste spoorverbinging door de spoorlijn Berlijn - Hamburg en in 1871 was er via de spoorlijn Berlijn - Lehrte ook een verbinding tot Hannover. Tot 1878 heette de stad eigenlijk Spandow en kreeg dan pas de naam Spandau.
In 1897 vestigde het bedrijf Siemens & Halske zich in het noordoosten van de stad. Later groeide dit zelfs uit tot een eigen wijk, Siemensstadt. De bevolking steeg van 70.000 in 1905 tot 110.000 in 1917. Nadat in 1910 nog Haselhorst bij de stad werd opgenomen werd Spandau door de Groot-Berlijn-wet in 1920 zelf een onderdeel van deze grootstad. Tijdens de Tweede Wereldoorlog werd een groot deel van de stad verwoest waardoor er weinig oude gebouwen bewaard gebleven zijn. Ook werden vele oude gebouwen nog gesloopt na een radicale renovatie in de jaren vijftig.

## Bezienswaardig
De bezienswaardigheden zijn onder meer het middeleeuwse Gotisches Haus en resten van de stadsmuren. Vlak buiten de binnenstad staat de 16de-eeuwse citadel van Spandau, hoewel deze net niet op het grondgebied van Spandau ligt, maar in Haselhorst.

## Stadsdelen
Spandau bestaat uit de volgende wijken:
- Altstadt Spandau
- Neustadt Spandau
- Stresow
- Kolk Spandau

## Verkeer
Het belangrijkste verkeersknooppunt is het Station Spandau, een categorie-2 station. De spoorlijn Berlijn-Hamburg en de snellijn Hannover-Berlijn stoppen in Spandau. Er zijn ook verbindingen met grote steden als Keulen, München, Frankfurt am Main, Amsterdam, Bazel-Interlaken, Praag en Boedapest alsook 7 regionale treinen en twee lijnen van de S-Bahn. Er zijn verschillende metrostations op de U7-lijn. Het busknooppunt S+U Rathaus wordt beschouwd als het op één na drukste busknooppunt van Berlijn, na station Zoo. Overdag rijden ver 15 buslijnen en ’s nachts drie. Vier van de buslijnen verbinden Spandau met naburige steden in Brandenburg. Spandau is niet aangesloten op het tramnetwerk, maar op de lange termijn zijn hier wel plannen voor.  

## Sport
Spandau heeft meerdere voetbalclubs. Spandauer SV werd in 1894 opgericht en speelde 43 seizoenen in de hoogste klasse, wel in de tijd dat deze nog verdeeld werd over meerdere reeksen. Tot 1991 speelde de club nog grotendeels in de tweede en derde klasse en zakte dan weg naar de lagere reeksen tot de club uiteindelijk failliet ging in 2014. 
FC Spandau 06 is een fusie tussen Spandauer BC 06 en 1. FC Spandau. Spandauer BC 06 speelde in 1932/33 in de hoogste klasse en speelde ook na de Tweede Wereldoorlog nog tot 1991 in de tweede of derde klasse. In 2003 fuseerde de club met 1. FC Spandau. 
Falkenhagener Feld |
Gatow |
Hakenfelde |
Haselhorst |
Kladow |
Siemensstadt |
Spandau |
Staaken |
Wilhelmstadt